# 自然利率
自然利率（英語：natural rate of interest），有时称为中性利率（英語：neutral rate of interest）， 是在保持通货膨胀不变的情况下以充分就业/最大产出支持经济的利率。 不能被直接观察而得出。相反，政策制定者和经济研究人员旨在估计自然利率作为货币政策的指南，通常使用各种经济模型来帮助他们这样做。